# Ruellia malaca
Ruellia malaca är en akantusväxtart som beskrevs av Emery Clarence Leonard. Ruellia malaca ingår i släktet Ruellia och familjen akantusväxter. Inga underarter finns listade i Catalogue of Life.